# Quan hệ Vương quốc Anh – Hoa Kỳ

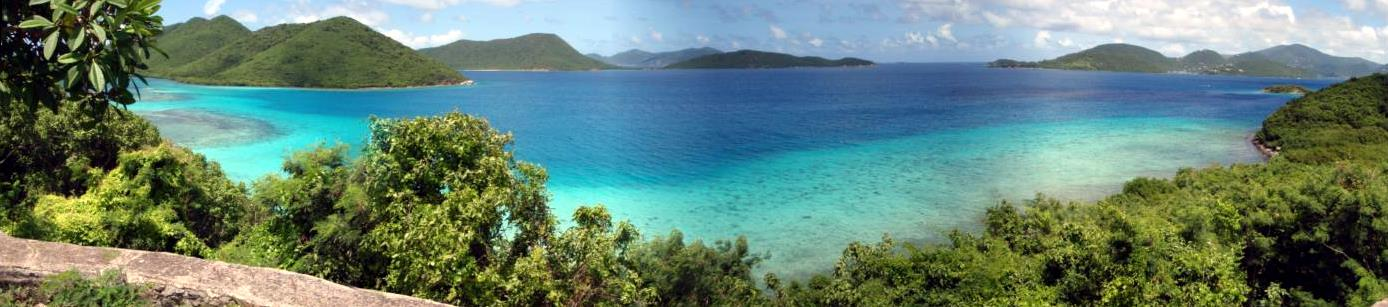
Nhìn về phía Quần đảo Virgin thuộc Anh từ Quần đảo Virgin thuộc Hoa Kỳ.

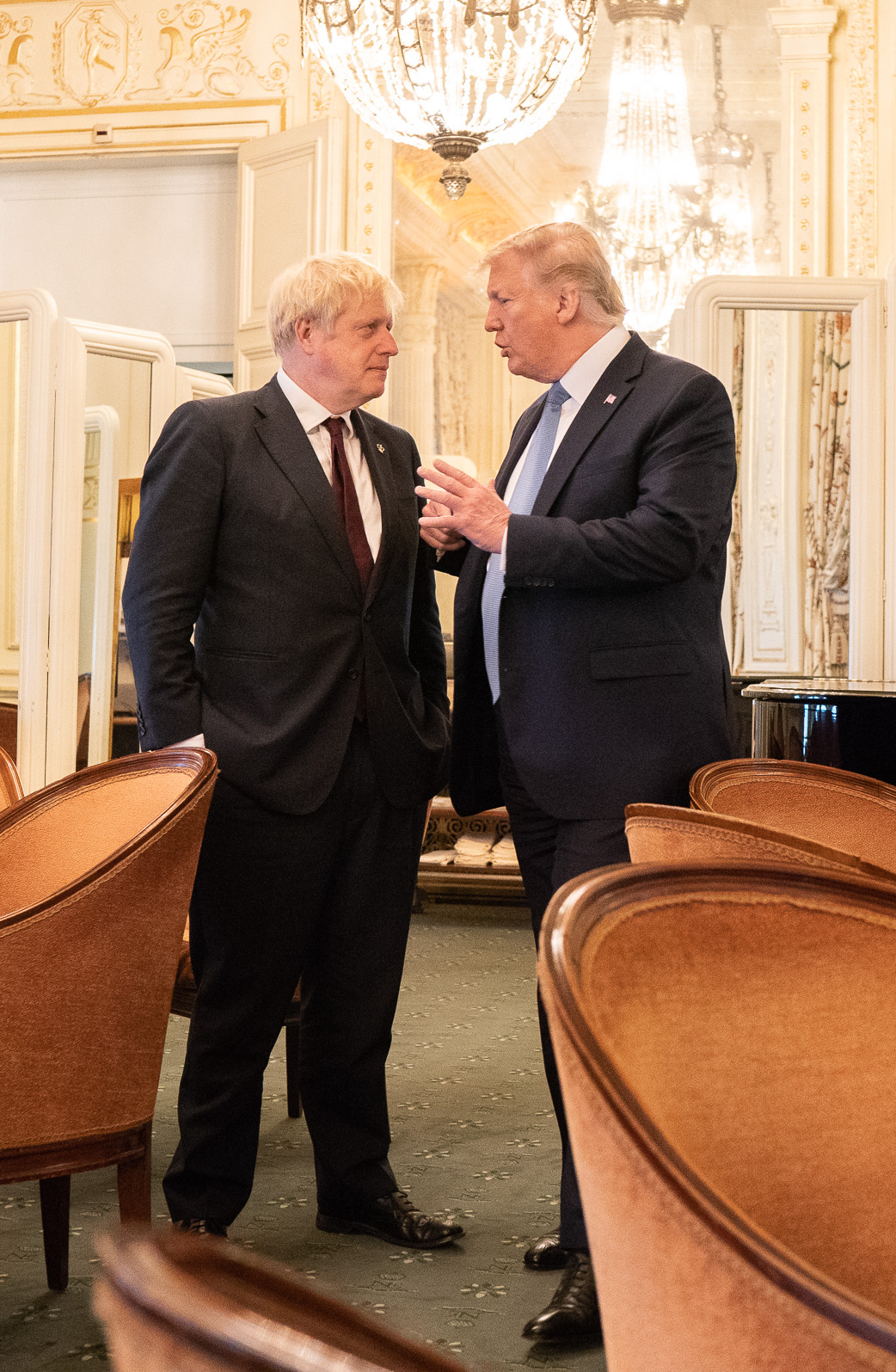
Thủ tướng Anh Boris Johnson với Tổng thống Mỹ Donald Trump tại G7 lần thứ 45 ở Biarritz, tháng 8 năm 2019.

Quan hệ Anh - Hoa Kỳ, còn được gọi là quan hệ Anh - Mỹ, bao gồm nhiều mối quan hệ phức tạp từ hai cuộc chiến tranh ban đầu đến cạnh tranh thị trường thế giới. Kể từ năm 1940, cả hai quốc gia đã là đồng minh quân sự thân thiết được hưởng Mối quan hệ đặc biệt được xây dựng như đồng minh thời chiến và đối tác NATO.
Hai quốc gia này gắn kết với nhau bởi lịch sử chung, sự chồng chéo về tôn giáo, ngôn ngữ chung và hệ thống luật pháp, và mối quan hệ họ hàng có từ hàng trăm năm trước, bao gồm cả dòng dõi tổ tiên giữa người Mỹ gốc Anh, người Mỹ gốc Scotland, người Mỹ xứ Wales, người Scotland gốc Ailen Người Mỹ, người Mỹ gốc Ireland và người Anh gốc Mỹ, tương ứng. Ngày nay, có một số lượng lớn người quốc gia này sống ở quốc gia kia.
Trải qua thời kỳ chiến tranh và nổi loạn, hòa bình và bị ghẻ lạnh, cũng như trở thành bạn bè và đồng minh, Anh và Mỹ đã củng cố những mối liên kết sâu sắc này trong Thế chiến II thành cái được gọi là "Mối quan hệ đặc biệt". Về mặt dài hạn, nhà sử học Paul Johnson đã gọi nó là "nền tảng của trật tự thế giới dân chủ, hiện đại".
Đầu thế kỷ 20, Vương quốc Anh khẳng định mối quan hệ với Hoa Kỳ là “quan hệ đối tác song phương quan trọng nhất” trong chính sách đối ngoại của Anh hiện nay, và chính sách đối ngoại của Hoa Kỳ cũng khẳng định mối quan hệ với Anh là mối quan hệ quan trọng nhất., minh chứng trong các vấn đề chính trị liên kết, hợp tác lẫn nhau trong các lĩnh vực thương mại, thương mại, tài chính, công nghệ, học thuật, cũng như nghệ thuật và khoa học; sự chia sẻ thông tin tình báo của chính phủ và quân đội cũng như các hoạt động tác chiến chung và các sứ mệnh gìn giữ hòa bình được thực hiện giữa Lực lượng vũ trang Hoa Kỳ và Lực lượng vũ trang Anh. Canada trong lịch sử từng là nhà nhập khẩu hàng hóa lớn nhất của Hoa Kỳ và là nước xuất khẩu hàng hóa chính sang Hoa Kỳ. Tính đến tháng 1 năm 2015, Vương quốc Anh đứng thứ năm về xuất khẩu và thứ bảy về nhập khẩu hàng hóa.
Hai quốc gia này cũng đã có tác động đáng kể của nền văn hóa lên nhiều quốc gia khác. Chúng là hai nút chính của Anglosphere, với tổng dân số chỉ dưới 400 triệu người vào năm 2019. Cùng nhau, cả hai nước đã đưa tiếng Anh đóng vai trò thống trị trong nhiều lĩnh vực của thế giới hiện đại.